# 法の精神

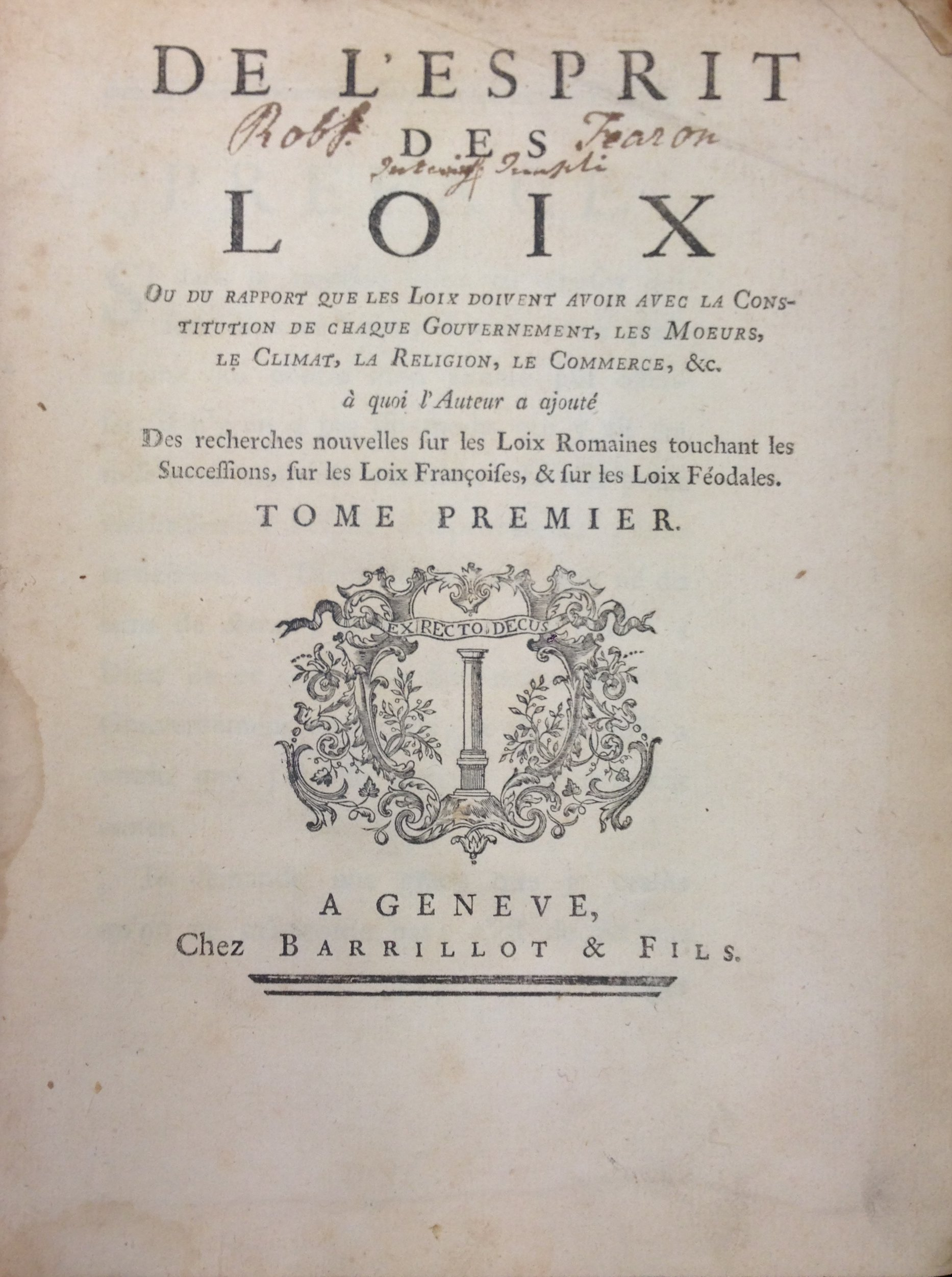
『法の精神』

『法の精神』（ほうのせいしん、仏: De l'esprit des lois）は、フランス人の啓蒙思想家シャルル・ド・モンテスキューによって執筆され、1748年にジュネーヴで出版された、政治哲学・法哲学についての著書である。法律と人間社会の関係性について、多様な観点から総合的に論じられている。
日本では権力分立（三権分立）を定式化した著書として有名だが、そのことについての論述箇所は内容全体のごく一部（第2部第11編の一部）に過ぎず、他にもその内容・論点は、政治学、法学、社会学、人類学など多岐にわたっている。
モンテスキューはこの長大な論考のための調査と執筆に、ほぼ20年を費やした。そのなかで、彼は立憲主義、権力分立、奴隷制廃止、市民的自由の保持、法の規範などを主張し、さらには政治的・法的諸制度はそれぞれの共同体固有の社会的・地理的特質を反映したものであるべきだということも主張した。

## 出版とその影響
『法の精神』は、『法の精神について、あるいは法がそれぞれの政体、習俗、気候、宗教、商業などと取り結ぶべき関係について』(仏: De l'esprit des lois, ou, Du rapport que les lois doivent avoir avec la constitution de chaque gouvernement, les moeurs, le climat, la religion, le commerce, &c.) という書名で1748年に出版された。検閲下での出版だったため当初は匿名で出されていた。

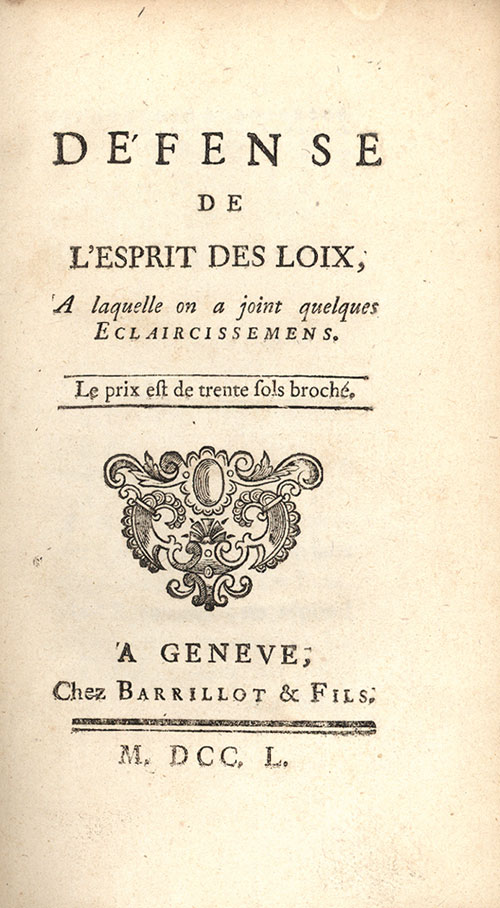
『法の精神の擁護』

出版されると以降2年間だけで20以上の版を重ね、大きな反響を巻き起こした。すぐさま保守勢力やカトリック教会勢力からの批判を呼び、1751年には禁書目録に加えられた一方で、ダランベールが賛辞を寄せたように、百科全書派からは賞賛された。とはいえ、同派内にも、モンテスキューが貴族政治に好意的だったために非難する者はいた。また、彼の風土決定論（後述）というべき理論にも批判が寄せられた。そこで彼はこうした批判に答えるべく、1750年に『法の精神の擁護』を発表した。
他言語への迅速な翻訳によっても助けられる形で、フランス以外にも影響を及ぼしていった。例えば英語版は、初版の2年後にあたる1750年にトマス・ナジェントによって上梓されている。
彼の権力分立論は、貴族の役割を重視するものであったが、その骨格は民主主義政治においても適用可能なものであった。それゆえに、アメリカ合衆国憲法の枠組みや、フランス革命中の1791年憲法の制定にも多大な影響を及ぼしたのである。

## 構成
全2巻6部31編から成る。
第1巻
- 第1部（政体と法）
  - 第1編 - 法一般について
  - 第2編 - 政体の本性に直接的に由来する法について
  - 第3編 - 三種の政体の原理について
  - 第4編 - 教育法は政体の原理と関連しているべき
  - 第5編 - 立法者が制定する法は政体の原理と関連しているべき
  - 第6編 - 民法・刑法の簡単さ、裁判形式および刑罰決定に関する各種政体の原理の帰結
  - 第7編 - 奢侈禁止法、奢侈および婦人の地位に関する三政体の各種の原理の帰結
  - 第8編 - 三政体の原理の腐敗について
- 第2部（軍事・自由と法）
  - 第9編 - 法と防衛力の関連について
  - 第10編 - 法と攻撃力の関係について
  - 第11編 - 政体と関連し政治的自由を確立する法について
  - 第12編 - 人民と関連し政治的自由を形成する法について
  - 第13編 - 租税の徴集と国家収入が自由にたいして持つ関係
- 第3部（風土と法）
  - 第14編 - 風土と関係した法について
  - 第15編 - 市民奴隷制の法と風土との関係
  - 第16編 - 家内奴隷制の法と風土の関係
  - 第17編 - 政治的奴隷制の法と風土の関係
  - 第18編 - 法と土壌の関係について
  - 第19編 - 国民の一般精神・道徳・習俗の形成に関係する法について

第2巻
- 第4部（商業と法）
  - 第20編 - 本質および種別に考察された商業と関係した法について
  - 第21編 - 世界で遭遇する諸変革において考察された商業と関係した法について
  - 第22編 - 貨幣使用と関係した法について
  - 第23編 - 住民数と関係した法について
- 第5部（宗教と法）
  - 第24編 - それ自体および教義において考察された宗教と関係した法について
  - 第25編 - 宗教の設立とその対外政策と関係した法について
  - 第26編 - 決定する事物の秩序と関係した法について
- 第6部（法の起源）
  - 第27編 - 相続に関するローマ法の起源と変遷について
  - 第28編 - フランスにおける市民法の起源と変遷について
  - 第29編 - 法制定の方法について
  - 第30編 - 君主政の設立と関係したフランク人における封建法の理論
  - 第31編 - 君主政の変遷と関係したフランク人における封建法の理論

## 内容

### 政体論
モンテスキューは3つの政治システムを採り上げ、広範に論じた。その3つとは、共和政、君主政、専制政である。共和政的システムは、彼らがどのように市民的諸権利を拡張してゆくのかに依存して、目まぐるしく変わる。相対的に広く権利を拡張していく場合には民主主義的共和政となるし、より狭く束縛しようとする場合には貴族政治的共和政となる。君主政と専制政の区別は、統治者の権力を拘束しうる中間勢力（貴族、聖職者など）が存在するか否かに依存し、存在する場合には君主政、しなければ専制政となる。
モンテスキューに拠れば、それぞれの政治システムの底流には、彼が基本原理と呼んだものが存在していなければならない。それは、体制を支えたり、その機能を円滑に運用する点で、市民の行動の動機付けとなるものである。
共和政にとっては、自発的に私利よりも公益を優先しようとする「徳」がそれにあたる。君主政においては、より高い地位や特権を求める欲求、すなわち「名誉」がそれである。専制政では、支配者がもたらす「恐怖」を指す。そして、任意の政治体制は、仮にその適切な基本原理が欠けていれば、存続できないのである。モンテスキューはこの例として、イングランドの例を挙げている。ピューリタン革命の後、かの国が共和政を打ち立てることが出来なかったのは、そのために必須だったはずの「徳」が欠けていたからだというのである。

### 自由と権力分立
『法の精神』の二つ目の大きなテーマは、政治的自由とそれを保持するための最良の手段に関するものである。「政治的自由」とモンテスキューが言うとき、それは大要「個人の安全」もしくは「各人がその安全の内に持つ見解から生じる心の平静」を意味している。
彼はこの視点を政治的自由に関する二つの謬見と区別している。その一つ目は、自由が集団的自治のなかに存する、つまり自由と民主政を等価とする見解である。二つ目は、自由とは一切の束縛を受けずに欲することが何でもできる状況のなかに存するという考えである。モンテスキューは、それらの謬見はともに真実でないばかりか、自由の敵になりうると考えていた。
政治的自由は専制政のもとでは実現できないものであり、保証されたものでないとはいえ、共和政や君主政では可能になるのである。一般に、確固たる土台の上に政治的自由を確立するには、次の二つのものが必要になる。
まず一つ目が統治権力の分立である。モンテスキューは、ジョン・ロックの『統治二論』を基礎において修正を加えつつ、立法権、司法権、行政権はそれぞれ分有されるべきであることを論じた。任意の権力が政治的自由を侵そうとすれば、別の権力が掣肘できるからである。彼はイングランドの政治制度を広く論じたなかで、どのようにすれば君主制のなかにおいてさえもこれが達成され、自由が保証されるのかを示そうとした。同時に彼は、権力が分立していなければ、共和政においてさえも自由は保証されえないことも述べた。
二つ目は、個人の安全のために民法と刑法が適切に制定されることである。ここで彼が思い描いていたのは、現在の我々が言うところのデュー・プロセスに関する諸権利、すなわち公正な裁判を受ける権利、有罪が確定するまでは無罪である権利、罪科と刑罰の均衡などである。これとの関連において、モンテスキューは奴隷制の廃止や言論・結社の自由についても論じている。

### 気候風土と社会
『法の精神』の三番目の大きなテーマは、法社会学の領域に関わるものであり、多かれ少なかれ彼がその創始者と位置づけられることもある。事実、論考の大部分は、地理や気候がどのように人々の「精神」を生み出す特有の文化と作用しあっているか、ということに関わっている。ここでいう「精神」とは、ある土地の人々を、ほかの土地とは異なるその土地特有の社会制度や政治制度へと向かわせるものを指している。この点について後代の論者たちは、しばしばモンテスキューの議論を「赤道からの距離でもって法の違いを単純に説明するものだ」と揶揄した。
しかし、『法の精神』で展開されている議論は、そうした図式よりも遥かに鋭い分析が多く含まれている。もちろん、彼の主張する事例には現代の視点からは奇異に見えるものが多いのは確かである。しかし、にもかかわらず、自然科学的視点から政治学へのアプローチを行うという彼の手法は、直接・間接を問わず、政治学、社会学、人類学などの分野に多大な影響を及ぼした。なかでも、アレクシ・ド・トクヴィルは、モンテスキューから強く影響を受けた人物である。彼の『アメリカのデモクラシー』からは、モンテスキューの理論をアメリカ政治研究に適用しようとしたことが窺える。

## 本書における日本
本書においては江戸幕府が、専制政の典型的な例として挙げられている（第1部第6編第13章など）。モンテスキューは、「日本では虚偽の申し立てや金銭賭博ですら死罪となるが、生まれつき死を軽視し、ふとした気紛れからでも腹を切るような人々は、残虐な刑罰であっても慣れてしまうのではないか。また恥ずべき快楽（衆道）にふけっていた皇帝（将軍）が、ある庶民の娘を気に入って子どもを得たが、その子は大奥の女たちの嫉妬から絞殺されてしまった。その犯罪は公になれば血の雨が降ることになるため皇帝には隠された。法律の残虐性はその執行を妨げる」と、日本における江戸幕府の政治体制について述べている。

## 日本語訳
- 『法の精神』（上・中・下） 野田良之・稲本洋之助・上原行雄・田中治男・三辺博之・横田地弘訳、岩波文庫 1989年

抄訳
- 『法の精神』井上堯裕訳、中公クラシックス/中央公論新社 2016年